# Lynne Billard
Pour les articles homonymes, voir Billard (homonymie).
Lynne Billard (née en 1943) est une statisticienne australienne-américaine et professeur à l'Université de Géorgie, connue pour ses recherches statistiques et ses activités en faveur des femmes dans les sciences. Elle a servi en tant que présidente de la Société américaine de statistique et de l'International Biometric Society, et est l'une des rares personnes à avoir dirigé les deux organisations.

## Formation
Elle a obtenu son baccalauréat ès sciences en 1966, et un doctorat en 1969, tous deux de l'Université de Nouvelle-Galles du Sud, en Australie. Sa thèse, intitulée Sequential Tests for Two-Sided Alternative Hypotheses, est supervisée par Manoo K. Vagholkar.

## Carrière
En 1975, Billard rejoint l'Université d'État de Floride en tant que professeur associée; et en 1980, elle part pour l'Université de Géorgie en tant que chef du Département des statistiques et d'informatique. En 1984, lorsque les services sont séparés, elle devient le premier chef du Département des statistiques à l'UGA. De 1989 à 1991, elle sert comme vice-doyenne à l'Université de Géorgie et en 1992, elle est nommée professeur d'Université. Elle occupe divers postes à l'Université de Nouvelle-Galles du Sud, l'Université de Birmingham, l'Université d'État de New York à Buffalo, l'Université de Waterloo, l'Université Stanford, la Naval Postgraduate School, l'Université de Californie à Berkeley, l'Université d'État de Floride, l'Université de Géorgie, l'Imperial College London, l'Université nationale australienne et depuis 2009 l'Université de Melbourne.

## Recherches
Lynne Billard travaille à impliquer les statisticiens dans la résolution de problèmes appliqués et actuels. Son travail sur la période d'incubation du SIDA a grandement affecté la santé publique de l'éducation. Dans l'ensemble, ses travaux de recherche couvrent un mélange de théorie et de travaux appliqués. La plupart de ses travaux mathématiques théoriques ont été motivés par des questions appliquées à la vie réelle, essentiellement liées aux sciences biologiques (au sens large), ce qui a impliqué une collaboration scientifique avec les chercheurs sur le terrain.
L'accent a changé au fil des ans, avec de fréquents retours à d'anciens domaines. Par exemple, les premiers travaux ont porté sur les processus d'épidémie. Actuellement, un grand manuscrit (44 pages) sur l'impact du VIH-SIDA sur les soins de santé et des primes d'assurance a été soumis pour publication. Actuellement aussi, une analyse des taux de survie à l'aide de bases de données en cardiologie est en cours de finalisation ; cette analyse développe et applique ensuite des méthodes de classification symbolique pour les données liées à l'infarctus aigu du myocarde et compare les résultats des analyses CART classiques et CART écologiques.
Ses champs de travail sont donc la théorie épidémique ; les processus stochastiques, avec l'accent sur la construction d'un modèle ; l'analyse séquentielle, avec un accent mis sur les tests d'hypothèse ; l'inférence statistique, avec l'accent mis sur la théorie de l'estimation ; l'analyse des séries chronologiques et l'analyse de données symboliques (en).

## Prix et distinctions
Elle a présidé deux des plus grandes sociétés de statistique du monde : l'International Biometric Society (1994 - 1995) et la Société américaine de statistique (1995 - 1996), dont elle est membre depuis 1980. Elle est seulement la troisième personne à avoir présidé  les deux organisations. Elle a également servi en tant que chercheur principal pour « Pathways to the Future », un séminaire annuel de la National Science Foundation qui a duré de 1988 à 2004, axé sur le mentorat de femmes qui ont récemment reçu un doctorat en statistique et occupent leurs premiers postes universitaires.
En 2011, elle reçoit le dixième Prix « Janet L. Norwood » pour réalisations exceptionnelles par une femme dans les sciences statistiques. En 2013, elle reçoit le Prix Florence Nightingale David, par le Comité des Présidents des Statistiques des Sociétés (COPSS), qui est décerné deux fois par an et reconnaît une statisticienne pour ses contributions exemplaires à l'éducation, la science et la fonction publique.
Elle est également lauréate de plusieurs prix : en 1990 l'« American Statistical Association Award » pour le meilleur article de statistique ; en 1999 le Prix Samuel Wilks de l'American Statistical Association ; en 2008 le Prix Elizabeth Scott, décerné par le COPSS.

## Sélection de publications
- Le Passé, le Présent et l'Avenir Scolaire des Femmes dans les Sciences Mathématiques
- Computer Science and Statistics: Proceedings of the Sixteenth Symposium on the Interface (éd). 1985. North Holland Publishers.
- AIDS Sexual Behavior and Intravenous Drug Use (avec divers membres du National Research Council). 1989. National Academy Press.
- Improving Information for Social Policy Decisions: The Uses of Microsimulation Modeling, Volume I (avec divers membres du National Research Council). 1991. National Academy Press.
- Improving Information for Social Policy Decisions: The Uses of Microsimulation Modeling, Volume II (avec divers membres du National Research Council). 1991. National Academy Press.
- Exploring the Limits of Bootstrap (éd., avecR. LePage). 1992. John Wiley.
- Case Studies in Biometry (eds. N. Lange, L. Ryan,L. Billard, D. Brillinger, L. Conquest et J. Greenhouse). 1994. John Wiley.
- Computer Science and Statistics: Proceedings of the Twenty-eighth Symposium on the Interface (éd. avec N. Fisher). 1997. Interface Foundation Publisher.
- Lynne Billard, Edwin Diday, Symbolic Data Analysis: Conceptual Statistics and Data Mining[11] Volume 654 of Wiley Series in Computational Statistics, John Wiley & Sons, 2012.